# 格奥尔根贝格
格奥尔根贝格是德国巴伐利亚州的一个市镇。总面积36.79平方公里，总人口1405人，其中男性726人，女性679人（2011年12月31日），人口密度38人/平方公里。